# Duggregnet 5

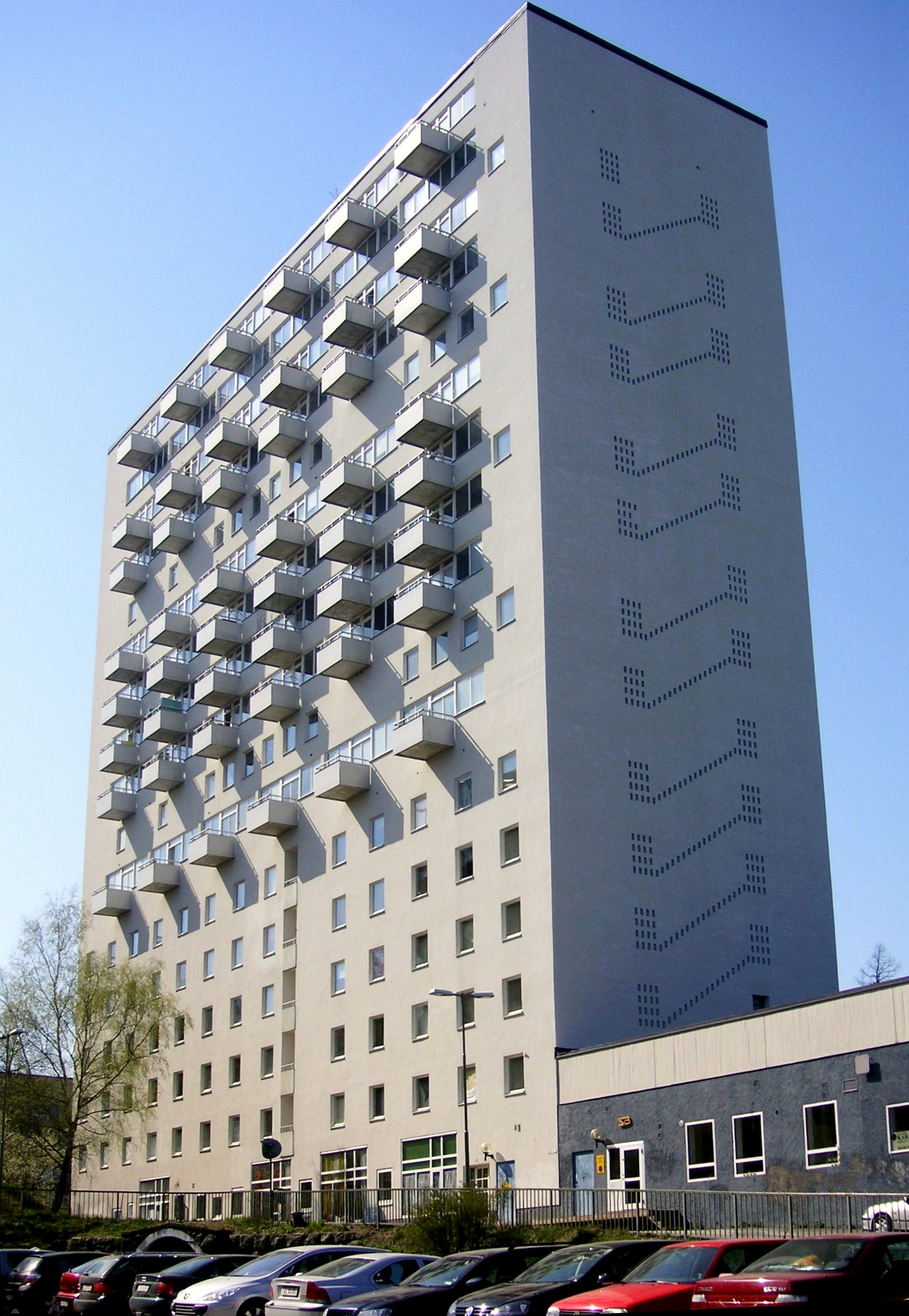
Fasad mot nordost, 2008.

Duggregnet 5 är en fastighet belägen mellan Björkhagsplan 9 och Helsingborgsvägen i stadsdelen Björkhagen i södra Stockholm. Huset ritades av arkitekt Georg Varhelyi och har tydliga referenser till Le Corbusiers Unité d'Habitation i Marseille. Det var, när det uppfördes 1957, Stockholms högsta bostadshus. 
Duggregnet 5 är blåmärkt av Stockholms stadsmuseum vilket är den högsta klassen och innebär att bebyggelsens kulturhistoriska värde av stadsmuseet anses motsvara fordringarna för byggnadsminnen i Kulturmiljölagen.

## Bakgrund

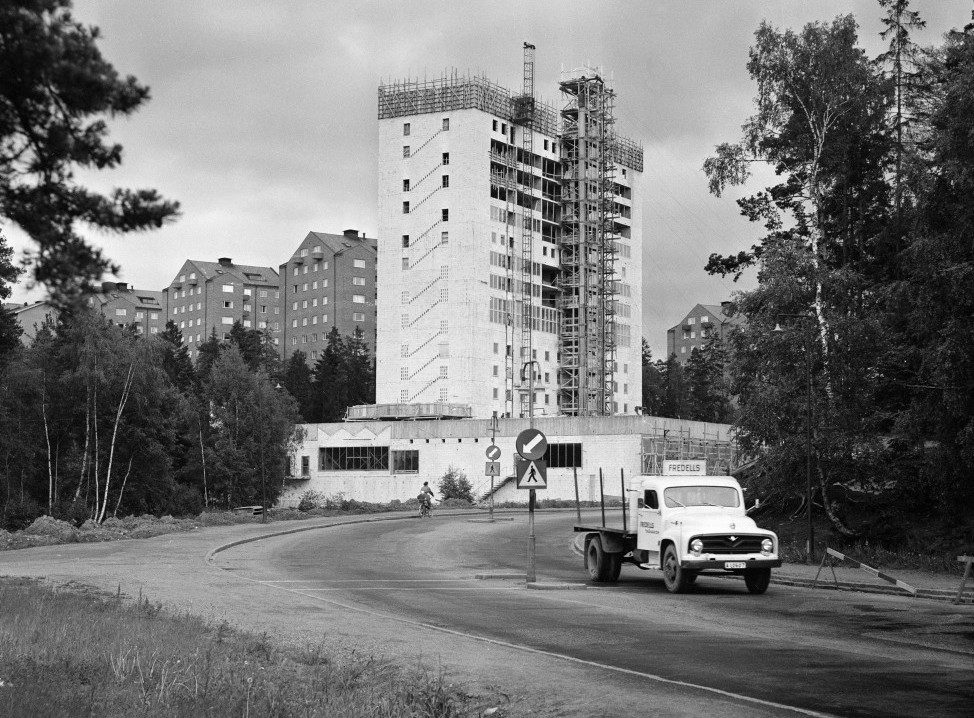
Duggregnet 5 byggs, juni 1956.

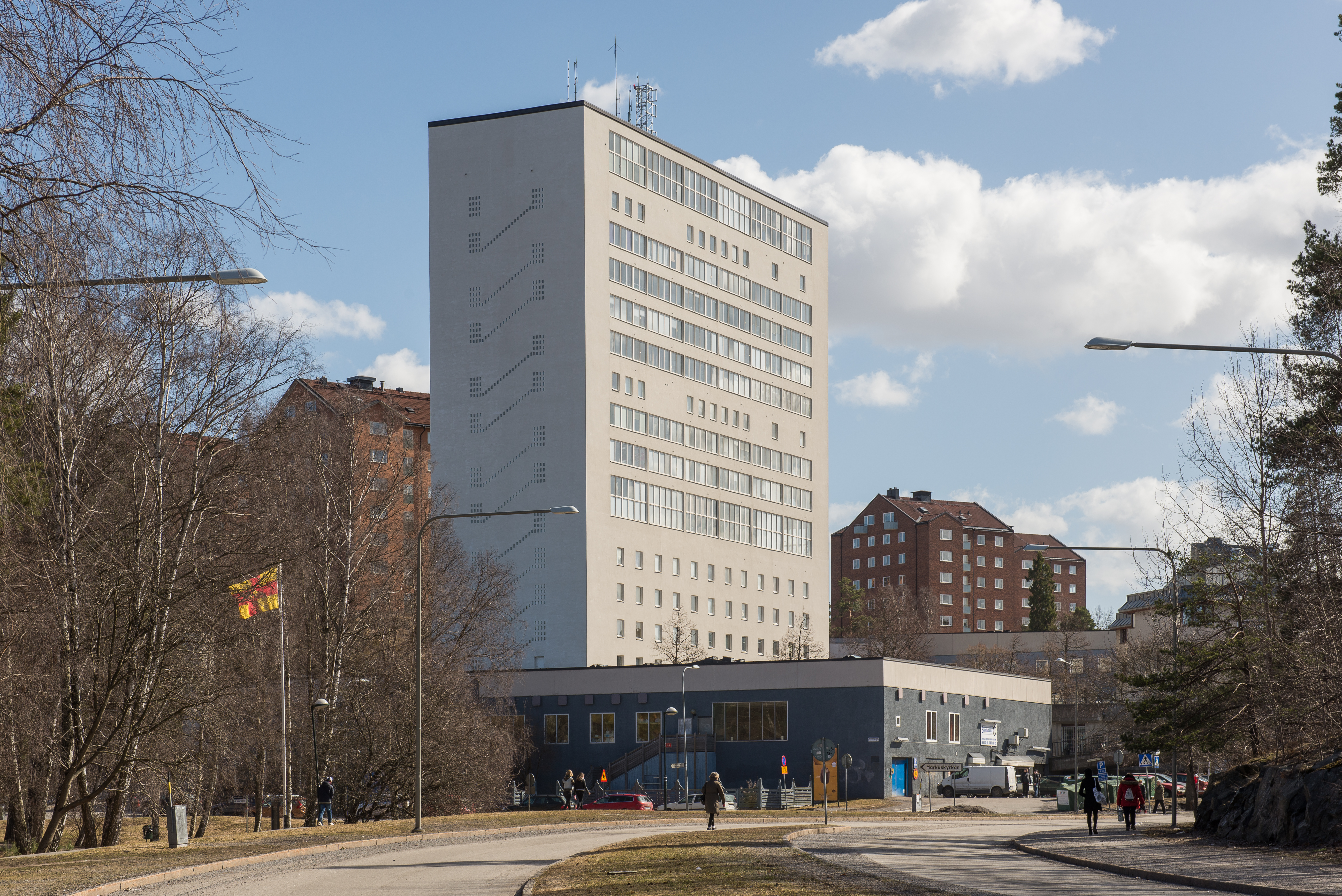
Duggregnet 5 i april 2013.

Centrumanläggningen för Björkhagen planerades i början av 1950-talet men färdigställandet dröjde några år och planerna fick ändras flera gånger. Samtidigt rådde svår bostadsbrist i Stockholm och ett ungdomshotell med många små lägenheter skulle lösa bostadsfrågan för unga människor som sökte sig till Stockholm efter andra världskriget. 
Anläggningen skulle utgöras av ett 16 våningar högt och 14 meter brett lamellhus och samtidigt bli ”utropstecknet” i den nya förorten. Mot norr fogades en lågdel. Tanken var även att integrera ungdomshotellet med äldreboende, lägenheter för familjer samt lokaler för social service. Dessutom skulle det finnas ateljéer, restaurang samt garage med bensinstation i källarvåningen.  Det nya höghuset planerades för ett boende ”från vaggan till graven”.

## Huset
Uppdraget att rita byggnaden gick till den ungerskfödde arkitekten Georg Varhelyi, uppdragsgivare var Svenska Bostäder och konstruktionsritningarna upprättades av Tyréns. På grund av dåliga grundförhållanden ändrades husets slutgiltiga placering och den omgivande centrumbebyggelsen fick utföras lägre än ursprungligen tänkt. 
Varhelyi gav huset ett iögonfallande utseende. Det är helt vitt med en intressant fönsterplacering mot torget, där olika höga fönsterband och enstaka kvadratiska fönster lättar upp den höga fasadskivan. På den motsatta, östra fasaden dominerar sockerbitsliknande balkonger. På gavelsidan mot norr avtecknar sig trapphusets trapplopp genom små fasadöppningar av glashålblock. 
För den inre utformningen ritade arkitekten halvplansförskjutna våningar i husets övre delar som resulterade i lägenhetsentréer från korridorer i varannan våning. Det gav stora lägenheter med flera plan, interna trappor och fönster i två väderstreck som släppte in mycket ljus. Några rum fick dubbel takhöjd och höga fönster. Just ljusinflödet till lägenheterna var enligt Varhelyi det han lyckades bäst med.
Ritningar färdigställdes 1954 men planlösningar och verksamheter gällande bottenvåningarna var klara först 1957, och under det året färdigställdes även huset. Varhelyi hade planer på att själv bo i en av ateljévåningarna högst upp, men hans hustru led av höjdskräck och att bo högst upp var inte att tänka på. Framför entrén står Björkhagsbrunnen, skapad 1963 av Emil Näsvall. Idag är Duggregnet 5 ett vanligt bostadshus med 108 lägenheter. Det finns tjugo enrummare och tio femrummare, 3 rum och kök dominerar med 47 stycken.

## Fasaddetaljer

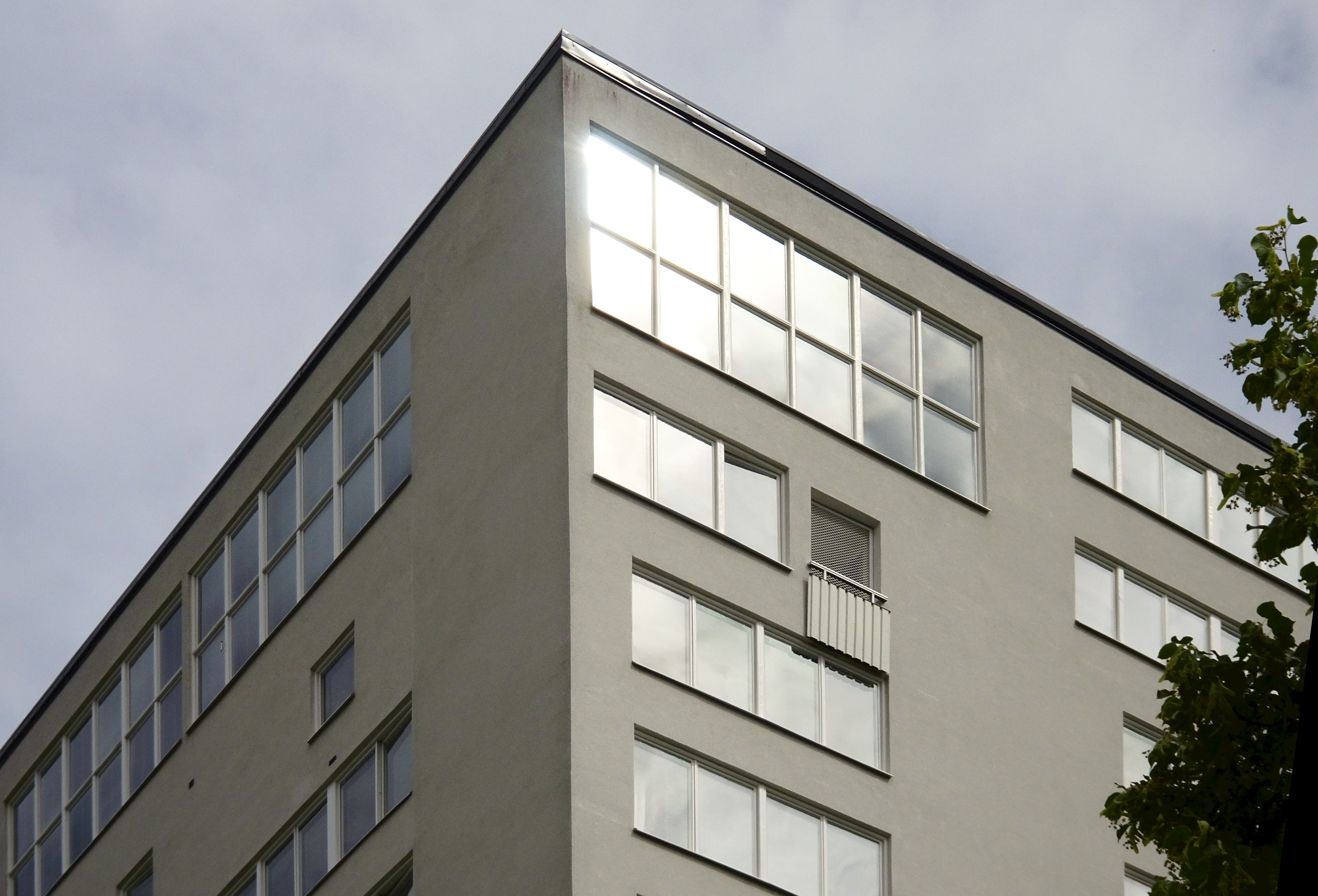
Sydvästra hörnet
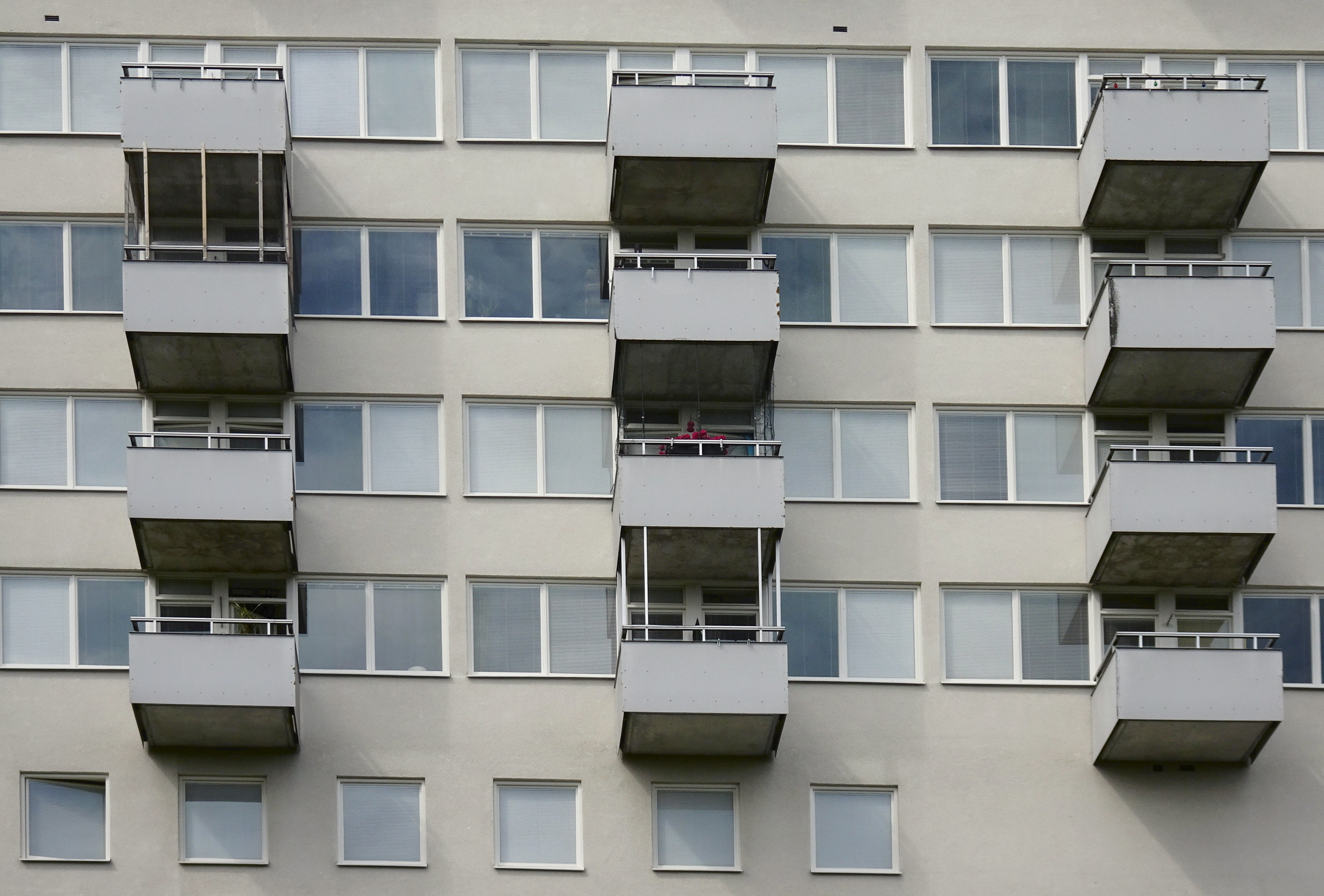
Balkongerna
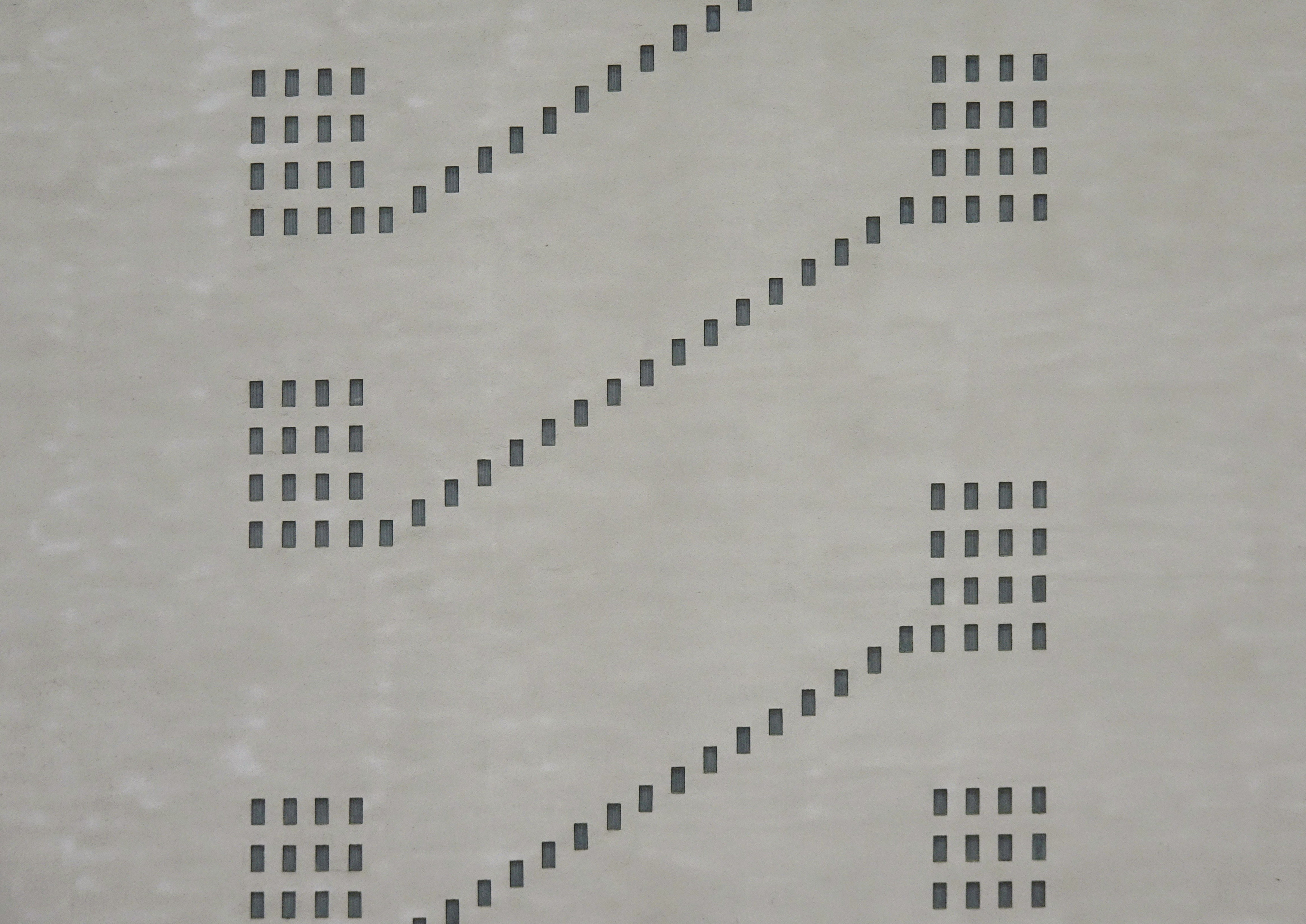
Trapphuset, glashålblock
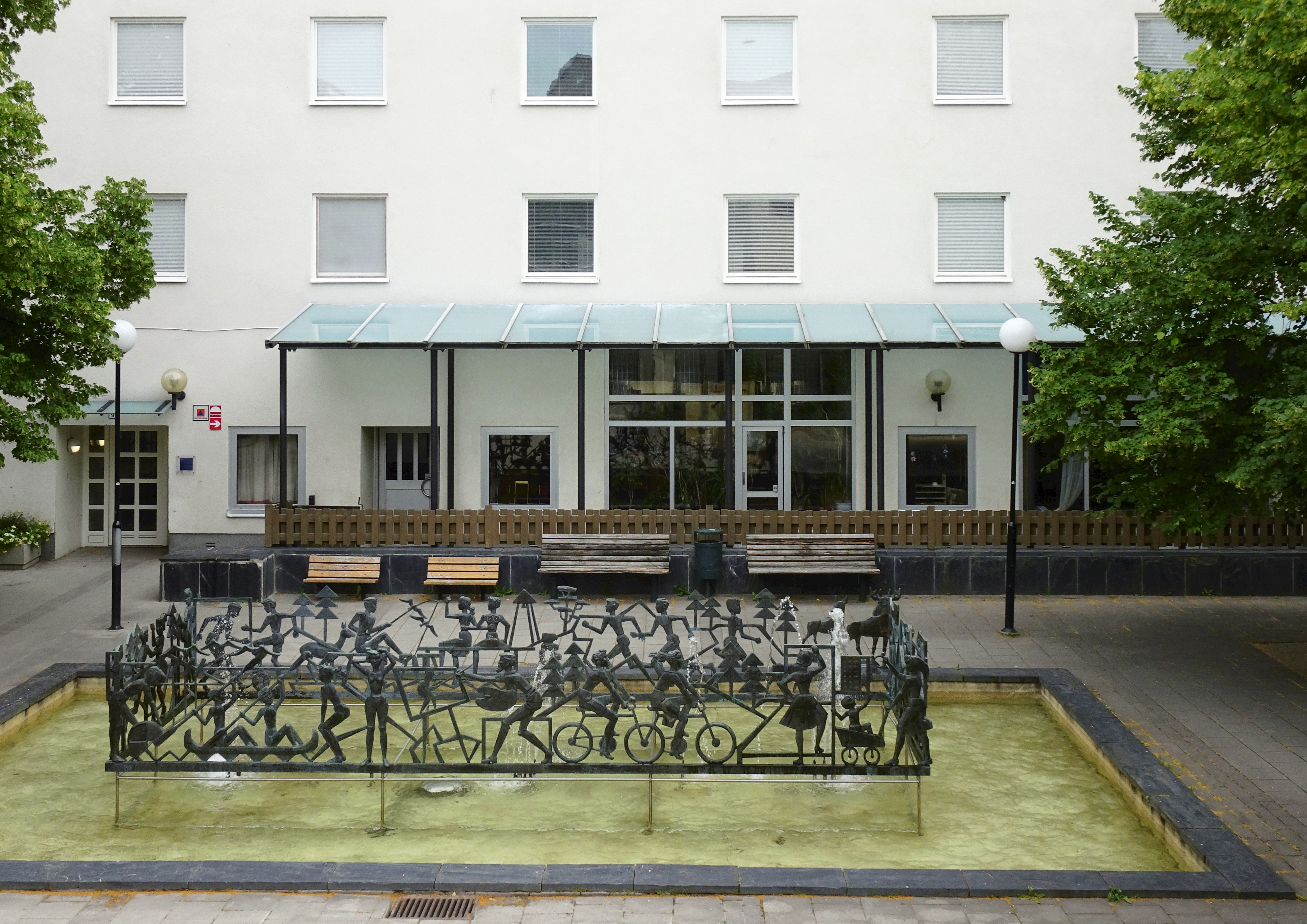
Entrén med Björkhagsbrunnen
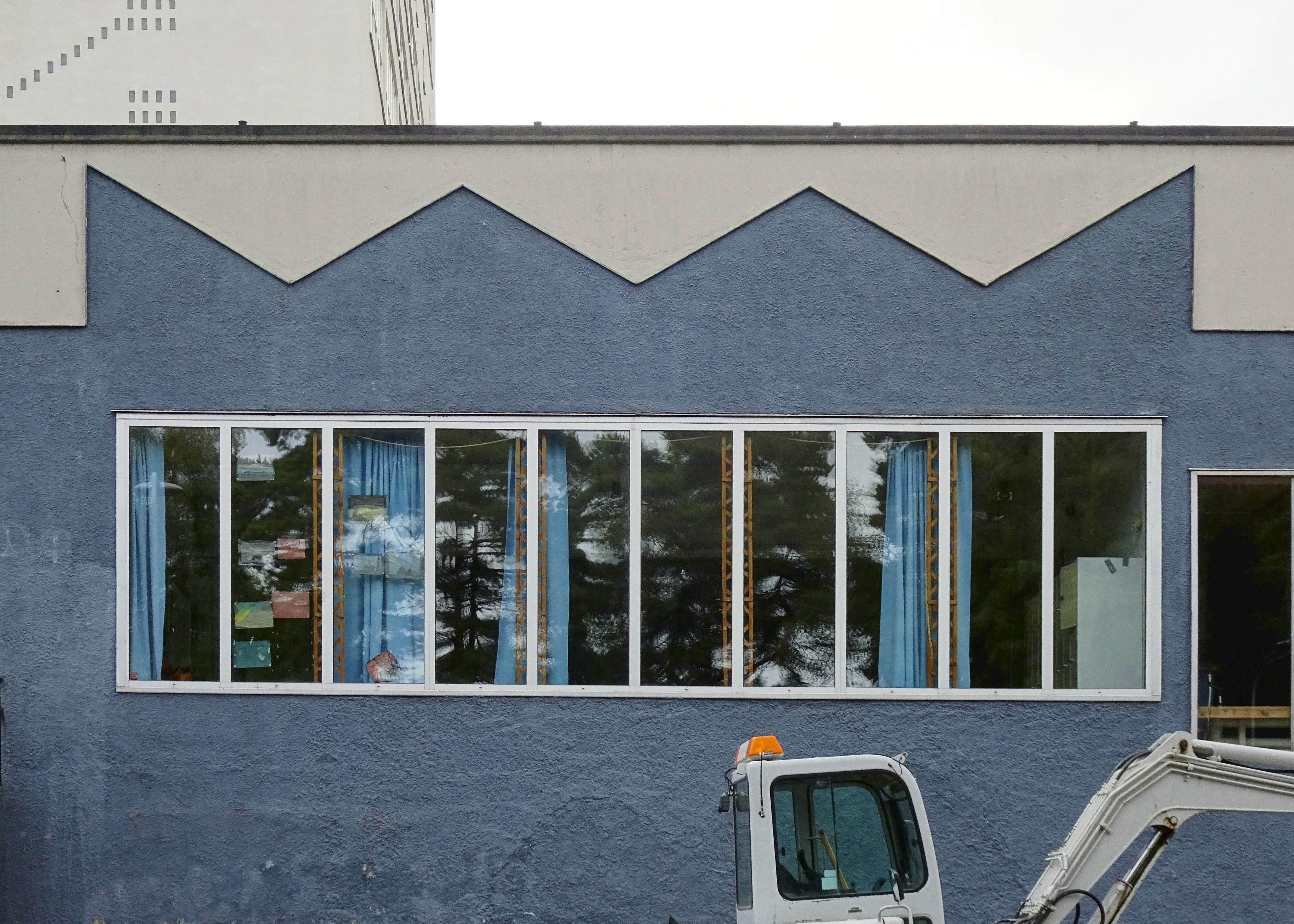
Lågdelen